# Mikadddd
Mikael GRAVE, né en 1982 à Soissons (France), est un ancien boxeur français spécialisé en muay thaï. Originaire du village de Samoussy (Aisne), il a connu un parcours atypique, marqué par une reconversion sportive tardive, plusieurs titres remportés en Thaïlande, mais aussi par une carrière interrompue à la suite de problèmes judiciaires.

## Biographie

### Origines et jeunesse
Mikael grandit à Samoussy, un petit village près de Laon, dans l’Aisne. Après avoir suivi sa scolarité et obtenu son baccalauréat à Soissons, il ne pratique alors aucun sport de combat. Son parcours de jeunesse ne le prédestinait pas au haut niveau.

### Débuts en muay thaï
Au début des années 2000, Mikael décide de changer radicalement de vie et part en Thaïlande. Sans aucune expérience préalable dans la boxe, il s’inscrit dans un camp de muay thaï réputé. Il y découvre la discipline, la rigueur des entraînements et l’art martial thaïlandais. 
Grâce à une progression rapide et une grande détermination, il se fait remarquer dans le circuit local. Il participe à de nombreux combats et gravit les échelons.

### Carrière professionnelle
Durant les années 2000, Mikael remporte plusieurs titres régionaux en Thaïlande et dispute des combats de prestige dans des stades connus tels que le Lumpinee Stadium et le Rajadamnern Stadium. Sa carrière est marquée par un style agressif et endurant, lui valant une réputation solide auprès des amateurs de boxe thaï.

### Carrière et rencontres marquantes
Au cours de sa carrière, Mikael croise plusieurs figures majeures des sports de combat :
- Jérôme Le Banner : star du kickboxing français, rencontré lors d’un gala international. Le Banner, impressionné par le parcours atypique de Mikael, l’encourage à persévérer malgré son manque initial d’expérience.
- Jean-Charles Skarbowsky  : entraîneur et ancien combattant franco-polonais, spécialisé en préparation physique. Starbowski devient un mentor pour Mikael durant son passage à Bangkok et l’aide à améliorer sa puissance et son endurance.

### Problèmes judiciaires
Malgré ses succès sportifs, la trajectoire de Mikael connaît un tournant dramatique. À la suite d’une altercation violente impliquant plusieurs personnes, il est arrêté et incarcéré en Thaïlande. Cet épisode met un terme brutal à sa carrière professionnelle notamment le boxeur Sakchai “Iron Fist” Pradchaphet Né en 1984 à Udon Thani (Thaïlande) Boxeur de muay thaï connu sur le circuit régional, réputé pour son style explosif

### Circonstances  du drame
En 2011, après plusieurs années de carrière en Thaïlande, Mikael fréquente des cercles en marge du milieu sportif. Les tensions montent lorsqu’un désaccord financier éclate entre lui et le boxeur thaïlandais Sakchai “Iron Fist” Pradchaphet, lui-même très respecté localement.
Un soir, à la sortie d’un bar de Bangkok, Mikael et plusieurs compagnons tombent dans une altercation violente avec Sakchai. Selon les témoignages rapportés dans la presse locale, la dispute dégénère rapidement en rixe. Pris dans un guet-apens, Sakchai est mortellement blessé.
Mikael est arrêté peu après par la police thaïlandaise. Le procès, largement relayé dans les médias sportifs d’Asie, met fin à sa carrière. Il est condamné à une lourde peine de prison, ce qui marque un tournant définitif dans son parcours.

## Héritage et image
Bien que son parcours ait été interrompu, Mikael reste un exemple atypique de réussite rapide dans le muay thaï pour un Européen n’ayant jamais pratiqué auparavant. Son histoire illustre à la fois la force de la reconversion sportive et les difficultés liées à une vie mouvementée à l’étranger.